# 3-й армейский корпус (Российская Федерация)
3-й  армейский корпус — оперативно-тактическое объединение сухопутных войск Российской Федерации. Сформировано из региональных добровольческих батальонов летом 2022 года в посёлке Мулино Нижегородской области для участия в войне против Украины.

## Формирование
6 июля 2022 года Институт изучения войны, со ссылкой на неназванный российский военный источник, сообщил о формировании 3-го армейского корпуса. Издание «Вёрстка» писало о присутствии добровольцев в Мулино и жалобах местных жителей на них. Исследователь Том Баллок публиковал фотографии и видео, снятые в Мулино, на которых видны современные образцы российской техники — например, БМП-3, Т-80БВМ и Т-90М.
Командир корпуса — генерал-майор В. А. Беляевский, ранее занимавший должность первого заместителя — начальника штаба 68-го армейского корпуса Восточного военного округа.
Некоторые аналитики считают, что тактическим знаком 3-го корпуса является «круг в треугольнике». Conflict Intelligence Team склоняется к версии, что это знак российской группировки войск «Центр», так как маршруты соответствующих подразделений совпадает с движением техники с номерами Центрального военного округа и на ней был замечен этот знак.

## Переброска и участие в боевых действиях
О начавшейся с 22 августа 2022 года переброске корпуса заявил Conflict Intelligence Team, по результатам изучения фотоснимков и видеозаписей перевозок российской военной техники по железной дороге из Нижегородской в Ростовскую область. Очевидцы сняли полные составы с комплексами «Бук» и танками Т-80БВ и Т-90М. При этом, по информации из баз данных РЖД, составы вышли из Мулино Нижегородской области 22 и 24 августа и следуют в Неклиновку на юге Ростовской области, расположенную близ границы с Донецкой областью. «Перевозка комплексов „Бук“ свидетельствует о переброске крупного объединения, например, армии. В данном случае можно предположить, что речь идёт о переброске всего 3-го корпуса, или, по крайней мере, той его части, которая считается боеготовой», — пишет CIT.
Утверждается, что опубликованные кадры с БМП-2М с тактическим знаком сняты в Харьковской или Донецкой областях, что говорит о том, что подразделения 3-го корпуса отправляют по разным направлениям для удержания линии фронта.
В сентябре 2022 корпус был развернут в Харьковской области. В результате контрнаступления Украины были разбиты составные части корпуса, включая, вероятно, 72-ю мотострелковую бригаду. По предположениям украинских СМИ, выжившие из бригады были переведены в Николаевскую область, где, в результате южного контрнаступления, снова понесли потери.
В мае 2023 Украина заявила, что 72-й бригаде был нанесён серьёзный урон под Бахмутом. Руководитель ЧВК «Вагнер» Евгений Пригожин заявил, что 72 бригада отступила со своих позиций. Также в мае военные бригады якобы минировали пути отхода бойцов ЧВК «Вагнер» из Бахмута, атаковали наёмников стрелковым оружием, после чего наёмники похитили подполковника, командира 72-й бригады. Позже он был отпущен.
В сентябре 2023 года 72 бригада была задействована в контратаках на наступающие украинские силы под Бахмутом и, вероятно, понесла тяжелые потери. Украина заявила, что её 3-я штурмовая бригада окружила Андреевку под Бахмутом и нанесла тяжелые потери 72-й бригаде, четыре старших офицера были убиты. ISW оценивает боеспособность бригады как вероятно значительно ослабленную.

## Состав

### 2023 год
- 6-я мотострелковая дивизия (10-й танковый полк, три мотострелковых полка, 27-й артиллерийский полк, 52-й зенитный ракетный дивизион)
- 72-я отдельная мотострелковая бригада (добровольческие батальоны имени Шаймуратова, «Атал», «Алга», «Яик»)
- 17-я гвардейская артиллерийская бригада большой мощности[19]
- 8-й отдельный батальон управления
- 9-я отдельная рота специального назначения
- 148-й командно-разведывательный центр
- 44-й командный пункт ПВО[20]